# Ballads of Living and Dying
Ballads of Living and Dying è il primo album in studio della cantautrice statunitense Marissa Nadler, pubblicato nel 2004.

## Tracce
Testi e musiche di Marissa Nadler, tranne se diversamente indicato.
1. Fifty Five Falls – 5:01
2. Hay Tantos Muertos – 2:51 (testo: Pablo Neruda – musica: Marissa Nadler)
3. Stallions – 3:11
4. Undertaker – 2:17
5. Box of Cedar – 4:39
6. Bird Song – 3:07
7. Mayflower May – 3:21
8. Days of Rum – 4:20
9. Virginia – 2:39
10. Annabelle Lee – 5:15 (testo: Edgar Allan Poe – musica: Marissa Nadler)